# Corynorhynchus hispidus
Corynorhynchus hispidus är en insektsart som först beskrevs av Klug, J.C.F. 1820.  Corynorhynchus hispidus ingår i släktet Corynorhynchus och familjen Proscopiidae. Inga underarter finns listade i Catalogue of Life.